# Goldsmith (Texas)
Goldsmith es una ciudad ubicada en el condado de Ector en el estado estadounidense de Texas. En el Censo de 2010 tenía una población de 257 habitantes y una densidad poblacional de 306,26 personas por km².

## Geografía
Goldsmith se encuentra ubicada en las coordenadas 31°58′0″N 102°36′59″O / 31.96667, -102.61639. Según la Oficina del Censo de los Estados Unidos, Goldsmith tiene una superficie total de 0.84 km², de la cual 0.84 km² corresponden a tierra firme y (0%) 0 km² es agua.

## Demografía
Según el censo de 2010, había 257 personas residiendo en Goldsmith. La densidad de población era de 306,26 hab./km². De los 257 habitantes, Goldsmith estaba compuesto por el 87.55% blancos, el 0.78% eran afroamericanos, el 1.95% eran amerindios, el 0% eran asiáticos, el 0% eran isleños del Pacífico, el 5.84% eran de otras razas y el 3.89% pertenecían a dos o más razas. Del total de la población el 18.29% eran hispanos o latinos de cualquier raza.